# Beroobi
beroobi ist ein kostenfreies und interaktives Berufeportal für Jugendliche. Über einen multimedial-interaktiven Ansatz werden Berufe mit Zukunftsperspektive vorgestellt. beroobi ist ein Online-Portal der JUNIOR gGmbH in Köln.

## Konzept
Junge Profis zeigen mittels Videos, Audios und Fotos, was ihre Berufswelt ausmacht, beantworten Fragen und vermitteln persönliche Eindrücke. Verständliche Texte und spielerische Anwendungen zum Mitmachen sollen den Beruf für Jugendliche anschaulich und lebendig machen.
Initiiert und entwickelt wurde beroobi von Schulen ans Netz, das von Januar 2008 bis Dezember 2012 Anbieter war. Gefördert wurde das Projekt aus Mitteln des Bundesministeriums für Bildung und Forschung, der Europäischen Union sowie des Europäischen Sozialfonds für Deutschland.

## Zielsetzung
Beroobi richtet sich an Jugendliche, die sich im Prozess der Berufsfindung und Berufsorientierung befinden. Ziel ist es, eine realistische Einschätzung der beruflichen Perspektive zu fördern. Dabei werden bewusst Ausbildungswege in Zukunftsbranchen und Innovationsbereichen in den Blick genommen.

## Nominierungen und Auszeichnungen
- GIGA-Maus als Bestes Online-Angebot zum Lernen in der Kategorie für Kinder ab 10 Jahren 2011
- Auszeichnung beim Grimme Online Award Kategorie Wissen und Bildung 2010
- Auszeichnung Comenius EduMedia Award 2010 (Siegel und Medaille)
- Nominierung für den digita Deutscher Bildungsmedien-Preis 2010